# Luverne (Alabama)
Luverne − miasto w południowo-wschodniej części Stanów Zjednoczonych, w Alabamie, stolica hrabstwa Crenshaw.

## Demografia
- Liczba ludności: 2688 (2023)[2]
- Gęstość zaludnienia: 83,48 os./km²
- Powierzchnia: 32,2 km²